# プレシオモナス・シゲロイデス
プレシオモナス・シゲロイデス（Plesiomonas shigelloides）は、腸内細菌の一種でありグラム陰性の通性嫌気性菌である。極短毛の鞭毛を持ち、莢膜や芽胞は持たない。腸内細菌科菌群からは除外される。チトクロームcオキシダーゼテスト陽性であり、腸内細菌の特徴から例外的な菌である。

## 生息
主として熱帯、亜熱帯地域の淡水中に分布しているが、日本でも普通に検出される。日本では1982年に食中毒の原因菌に指定された。

## 病状
主な症状は下痢と腹痛で、水溶性下痢が主で時に発熱もみられる。症状は比較的軽い場合が多いが、まれにコレラや赤痢の様な激しい症状を伴うことがある。